# 氣旋宙斯
氣旋宙斯（英語： Cyclone Zeus），是一股在2017年3月6日至7日影響法國及鄰近國家的溫帶氣旋，其在生成後快速的發展，並沿著西南 - 東北的方向迅速穿越法國，其路徑從布列塔尼大區菲尼斯泰爾省經過濱海阿爾卑斯，最終在科西嘉消散，風暴的迅速發展帶來比預期來強烈的風勢，其在菲尼斯泰爾省濱海卡馬雷測得高達120英里每小時（54每秒；190每小時）的最大陣風。
法國氣象局在風暴後的報告中指出，全法國約有百分之七的領土吹襲超過75英里每小時（34每秒；121每小時）的風，並指出此次氣旋是1980至2017年間影響法國的風暴中，造成第十多損害的風暴，歐洲中期天氣預報中心則指出，氣旋宙斯也是2016到2017年歐洲冬季破壞力最強的氣旋。

## 外部連結
- （法文）Valeurs de vent relevées le 6 mars 2017 (tempête Zeus) （页面存档备份，存于）
- （英文）Sting Jets and other processes leading to high wind gusts: wind-storms "Zeus" and "Joachim" compared. （页面存档备份，存于）